# کامپولی دل مونته تابورنو
کامپولی دل مونته تابورنو (به ایتالیایی: Campoli del Monte Taburno) یک کومونه در ایتالیا است که در استان بنونتو واقع شده‌است.

## خصوصیات
کامپولی دل مونته تابورنو ۹٫۸ کیلومترمربع مساحت و ۱٬۵۱۵ نفر جمعیت دارد.